# Saison 2020-2021 des Rockets de Houston
La saison 2020-2021 des Rockets de Houston est la 54e  de la franchise en National Basketball Association (NBA) et la 50e saison dans la ville de Houston.  
À l'aube de la saison régulière, Mike D'Antoni a informé les Rockets qu’il ne prolongeait pas en tant qu’entraîneur principal de l'équipe après quatre saisons. Le 30 octobre, les Rockets embauchent Stephen Silas comme nouvel entraîneur en chef. Le 15 octobre, Daryl Morey démissionne de son poste de manager général et Rafael Stone est nommé comme remplaçant. En amont de la saison, l'équipe réalise de belles acquisitions avec Christian Wood, John Wall, ou encore DeMarcus Cousins pour épauler James Harden, cependant ce dernier est transféré aux Nets de Brooklyn en début de saison. 
Les Rockets démarrent la saison avec un bilan équilibré de 11-10, mais ont enchaîné avec une série de 20 défaites. Ils ont été la 8e équipe de l’histoire de la NBA à perdre 20 matchs consécutifs lors d'une saison régulière. 
Le 22 avril 2021, la franchise est officiellement hors-course pour une qualification en playoffs, une première depuis la saison 2011-2012. Les Rockets terminent la saison à la dernière place de la ligue avec un bilan de 17-55, leur deuxième pire bilan depuis la saison à 14 victoires en 1982-1983.

## Draft
Aucune choix de draft.

## Matchs

### Pré-saison
| Pré-saison Total: 3-1 (Domicile : 2-0; Extérieur : 1-1) |

| Match | Date match  | Équipe      | Score     | Meilleur marqueur   | Meilleur rebondeur    | Meilleur passeur | Lieux         | Série |
| ----- | ----------- | ----------- | --------- | ------------------- | --------------------- | ---------------- | ------------- | ----- |
| 1     | 11 décembre | @ Chicago   | V 125-104 | Bruno Caboclo (17)  | Bruno Caboclo (7)     | John Wall (9)    | United Center | 1 - 0 |
| 2     | 13 décembre | @ Chicago   | D 91-104  | John Wall (21)      | Cousins, Tate (6)     | Grant, Wall (4)  | United Center | 1 - 1 |
| 3     | 15 décembre | San Antonio | V 112-98  | McLemore, Wall (15) | DeMarcus Cousins (11) | James Harden (4) | Toyota Center | 2 - 1 |
| 4     | 17 décembre | San Antonio | V 128-106 | Christian Wood (27) | Christian Wood (10)   | James Harden (9) | Toyota Center | 3 - 1 |

### Saison régulière
| Saison régulière Total: 17-55 (Domicile : 9-27; Extérieur : 8-28) |

| Match                                                        | Date match  | Équipe        | Score          | Meilleur marqueur | Meilleur rebondeur  | Meilleur passeur  | Lieux         | Série |
| ------------------------------------------------------------ | ----------- | ------------- | -------------- | ----------------- | ------------------- | ----------------- | ------------- | ----- |
| -                                                            | 23 décembre | Oklahoma City | Reporté*       | Reporté*          | Reporté*            | Reporté*          | Toyota Center |       |
| 1                                                            | 26 décembre | @ Portland    | D 126-128 (OT) | James Harden (44) | Christian Wood (13) | James Harden (17) | Moda Center   | 0 - 1 |
| 2                                                            | 28 décembre | @ Denver      | D 111-124      | James Harden (34) | Jae'Sean Tate (7)   | James Harden (8)  | Ball Arena    | 0 - 2 |
| 3                                                            | 31 décembre | Sacramento    | V 122-119      | James Harden (33) | Christian Wood (12) | John Wall (9)     | Toyota Center | 1 - 2 |
| * Le match a été reporté par manque de joueurs côté Houston. |             |               |                |                   |                     |                   |               |       |

| Match | Date match | Équipe                | Score     | Meilleur marqueur    | Meilleur rebondeur    | Meilleur passeur     | Lieux                    | Série |
| ----- | ---------- | --------------------- | --------- | -------------------- | --------------------- | -------------------- | ------------------------ | ----- |
| 4     | 2 janvier  | Sacramento            | V 102-94  | John Wall (28)       | Christian Wood (15)   | John Wall (6)        | Toyota Center            | 2 - 2 |
| 5     | 4 janvier  | Dallas                | D 100-113 | Christian Wood (23)  | Christian Wood (7)    | James Harden (10)    | Toyota Center            | 2 - 3 |
| 6     | 6 janvier  | @ Indiana             | D 107-114 | John Wall (28)       | DeMarcus Cousins (14) | James Harden (12)    | Bankers Life Fieldhouse  | 2 - 4 |
| 7     | 8 janvier  | Orlando               | V 132-90  | Christian Wood (22)  | Christian Wood (15)   | James Harden (13)    | Toyota Center            | 3 - 4 |
| 8     | 10 janvier | L.A. Lakers           | D 102-120 | Christian Wood (23)  | John Wall (10)        | James Harden (9)     | Toyota Center            | 3 - 5 |
| 9     | 12 janvier | L.A. Lakers           | D 100-117 | Christian Wood (18)  | DeMarcus Cousins (10) | James Harden (6)     | Toyota Center            | 3 - 6 |
| 10    | 14 janvier | @ San Antonio         | V 109-105 | Christian Wood (27)  | Christian Wood (15)   | Jae'Sean Tate (10)   | AT&T Center              | 4 - 6 |
| 11    | 16 janvier | @ San Antonio         | D 91-103  | Christian Wood (24)  | Christian Wood (18)   | Jae'Sean Tate (5)    | AT&T Center              | 4 - 7 |
| 12    | 18 janvier | @ Chicago             | D 120-125 | Victor Oladipo (32)  | Christian Wood (9)    | Victor Oladipo (9)   | United Center            | 4 - 8 |
| 13    | 20 janvier | Phoenix               | D 103-109 | Gordon, Oladipo (22) | Christian Wood (11)   | Victor Oladipo (6)   | Toyota Center            | 4 - 9 |
| 14    | 22 janvier | @ Détroit             | V 103-102 | Eric Gordon (20)     | DeMarcus Cousins (15) | DeMarcus Cousins (7) | Little Caesars Arena     | 5 - 9 |
| 15    | 23 janvier | @ Dallas              | V 133-108 | Eric Gordon (33)     | DeMarcus Cousins (17) | John Wall (8)        | American Airlines Center | 6 - 9 |
| 16    | 26 janvier | Washington            | V 107-88  | John Wall (24)       | DeMarcus Cousins (11) | John Wall (5)        | Toyota Center            | 7 - 9 |
| 17    | 28 janvier | Portland              | V 104-101 | Victor Oladipo (25)  | Christian Wood (12)   | John Wall (6)        | Toyota Center            | 8 - 9 |
| 18    | 30 janvier | @ La Nouvelle-Orléans | V 126-112 | Christian Wood (27)  | Tate, Wood (9)        | John Wall (9)        | Smoothie King Center     | 9 - 9 |

| Match                                             | Date match  | Équipe                | Score     | Meilleur marqueur   | Meilleur rebondeur    | Meilleur passeur   | Lieux                      | Série   |
| ------------------------------------------------- | ----------- | --------------------- | --------- | ------------------- | --------------------- | ------------------ | -------------------------- | ------- |
| 19                                                | 1er février | @ Oklahoma City       | V 136-106 | Eric Gordon (25)    | Christian Wood (11)   | Victor Oladipo (7) | Chesapeake Energy Arena    | 10 - 9  |
| 20                                                | 3 février   | @ Oklahoma City       | D 87-104  | Eric Gordon (22)    | Brown, Wood (6)       | Eric Gordon (4)    | Chesapeake Energy Arena    | 10 - 10 |
| 21                                                | 4 février   | @ Memphis             | V 115-103 | John Wall (22)      | P. J. Tucker (8)      | John Wall (8)      | FedExForum                 | 11 - 10 |
| 22                                                | 6 février   | San Antonio           | D 106-111 | John Wall (27)      | DeMarcus Cousins (11) | John Wall (7)      | Toyota Center              | 11 - 11 |
| 23                                                | 8 février   | @ Charlotte           | D 94-119  | Victor Oladipo (21) | DeMarcus Cousins (9)  | Victor Oladipo (6) | Spectrum Center            | 11 - 12 |
| 24                                                | 9 février   | @ La Nouvelle-Orléans | D 101-130 | John Wall (25)      | Danuel House (8)      | John Wall (6)      | Smoothie King Center       | 11 - 13 |
| 25                                                | 11 février  | Miami                 | D 94-101  | Gordon, Wall (17)   | DeMarcus Cousins (11) | John Wall (7)      | Toyota Center              | 11 - 14 |
| 26                                                | 13 février  | @ New York            | D 99-121  | John Wall (26)      | DeMarcus Cousins (10) | Eric Gordon (6)    | Madison Square Garden      | 11 - 15 |
| 27                                                | 15 février  | @ Washington          | D 119-131 | John Wall (29)      | David Nwaba (11)      | John Wall (11)     | Madison Square Garden      | 11 - 16 |
| 28                                                | 17 février  | @ Philadelphie        | D 113-118 | John Wall (28)      | David Nwaba (10)      | John Wall (7)      | Wells Fargo Center         | 11 - 17 |
| -                                                 | 19 février  | Dallas                | Reporté*  | Reporté*            | Reporté*              | Reporté*           | Toyota Center              | -       |
| -                                                 | 20 février  | Indiana               | Reporté*  | Reporté*            | Reporté*              | Reporté*           | Toyota Center              | -       |
| 29                                                | 22 février  | Chicago               | D 100-120 | David Nwaba (22)    | David Nwaba (9)       | John Wall (7)      | Toyota Center              | 11 - 18 |
| 30                                                | 24 février  | @ Cleveland           | D 96-112  | John Wall (20)      | Tate, Tucker (7)      | Victor Oladipo (5) | Rocket Mortgage FieldHouse | 11 - 19 |
| 31                                                | 26 février  | @ Toronto             | D 111-122 | Victor Oladipo (27) | Sterling Brown (10)   | John Wall (12)     | Amalie Arena               | 11 - 20 |
| 32                                                | 28 février  | Memphis               | D 84-133  | Tate, Wall (14)     | Sterling Brown (6)    | Sterling Brown (3) | Toyota Center              | 11 - 21 |
| * Les match ont été reportés à cause de la météo. |             |                       |           |                     |                       |                    |                            |         |

| Match                  | Date match | Équipe        | Score     | Meilleur marqueur     | Meilleur rebondeur     | Meilleur passeur      | Lieux                   | Série   |
| ---------------------- | ---------- | ------------- | --------- | --------------------- | ---------------------- | --------------------- | ----------------------- | ------- |
| 33                     | 1er mars   | Cleveland     | D 90-101  | John Wall (32)        | Justin Patton (6)      | John Wall (5)         | Toyota Center           | 11 - 22 |
| 34                     | 3 mars     | Brooklyn      | D 114-132 | John Wall (36)        | Jae'Sean Tate (10)     | Oladipo, Wall (5)     | Toyota Center           | 11 - 23 |
| NBA All-Star Game 2021 |            |               |           |                       |                        |                       |                         |         |
| 35                     | 11 mars    | @ Sacramento  | D 105-125 | Victor Oladipo (23)   | Sterling Brown (10)    | Kevin Porter Jr. (10) | Golden 1 Center         | 11 - 24 |
| 36                     | 12 mars    | @ Utah        | D 99-114  | Kevin Porter Jr. (27) | Kenyon Martin Jr. (10) | Kevin Porter Jr. (8)  | Vivint Smart Home Arena | 11 - 25 |
| 37                     | 14 mars    | Boston        | D 107-134 | Victor Oladipo (26)   | David Nwaba (7)        | Kevin Porter Jr. (7)  | Toyota Center           | 11 - 26 |
| 38                     | 16 mars    | Atlanta       | D 107-119 | Victor Oladipo (34)   | Sterling Brown (11)    | Kevin Porter Jr. (8)  | Toyota Center           | 11 - 27 |
| 39                     | 17 mars    | Golden State  | D 94-108  | Kevin Porter Jr. (25) | Trois joueurs (9)      | Kevin Porter Jr. (7)  | Toyota Center           | 11 - 28 |
| 40                     | 19 mars    | Détroit       | D 100-113 | John Wall (21)        | Christian Wood (11)    | John Wall (7)         | Toyota Center           | 11 - 29 |
| 41                     | 21 mars    | Oklahoma City | D 112-114 | Christian Wood (27)   | Jae'Sean Tate (9)      | John Wall (7)         | Toyota Center           | 11 - 30 |
| 42                     | 22 mars    | Toronto       | V 117-99  | Jae'Sean Tate (22)    | John Wall (11)         | John Wall (10)        | Toyota Center           | 12 - 30 |
| 43                     | 24 mars    | Charlotte     | D 97-122  | John Wall (20)        | Christian Wood (10)    | Augustin, Wall (7)    | Toyota Center           | 12 - 31 |
| 44                     | 26 mars    | @ Minnesota   | D 101-107 | Christian Wood (24)   | Sterling Brown (11)    | John Wall (15)        | Target Center           | 12 - 32 |
| 45                     | 27 mars    | @ Minnesota   | V 129-107 | Kevin Porter Jr. (25) | Jae'Sean Tate (9)      | John Wall (12)        | Target Center           | 13 - 32 |
| 46                     | 29 mars    | Memphis       | D 110-120 | Kelly Olynyk (25)     | Kelly Olynyk (9)       | John Wall (8)         | Toyota Center           | 13 - 33 |
| 47                     | 31 mars    | @ Brooklyn    | D 108-120 | Kevin Porter Jr. (20) | Christian Wood (8)     | Kevin Porter Jr. (6)  | Barclays Center         | 13 - 34 |

| Match | Date match | Équipe              | Score     | Meilleur marqueur     | Meilleur rebondeur    | Meilleur passeur      | Lieux                   | Série   |
| ----- | ---------- | ------------------- | --------- | --------------------- | --------------------- | --------------------- | ----------------------- | ------- |
| 48    | 2 avril    | @ Boston            | D 102-118 | Christian Wood (19)   | Christian Wood (10)   | Kevin Porter Jr. (8)  | TD Garden               | 13 - 35 |
| 49    | 4 avril    | La Nouvelle-Orléans | D 115-122 | Kelly Olynyk (26)     | Christian Wood (12)   | D. J. Augustin (5)    | Toyota Center           | 13 - 36 |
| 50    | 5 avril    | Phoenix             | D 130-133 | Christian Wood (23)   | Kevin Porter Jr. (9)  | Kevin Porter Jr. (8)  | Toyota Center           | 13 - 37 |
| 51    | 7 avril    | Dallas              | V 102-93  | John Wall (31)        | Kelly Olynyk (18)     | John Wall (7)         | Toyota Center           | 14 - 37 |
| 52    | 9 avril    | @ L.A. Clippers     | D 109-126 | Christian Wood (23)   | Kelly Olynyk (11)     | Kevin Porter Jr. (13) | Staples Center          | 14 - 38 |
| 53    | 10 avril   | @ Golden State      | D 109-125 | John Wall (30)        | Olynyk, Tate (11)     | John Wall (7)         | Chase Center            | 14 - 39 |
| 54    | 12 avril   | @ Phoenix           | D 120-126 | Christian Wood (25)   | Christian Wood (15)   | Kevin Porter Jr. (14) | PHX Arena               | 14 - 40 |
| 55    | 14 avril   | Indiana             | D 124-132 | John Wall (31)        | Christian Wood (13)   | John Wall (9)         | Toyota Center           | 14 - 41 |
| 56    | 16 avril   | Denver              | D 99-128  | Kelly Olynyk (23)     | Kenyon Martin Jr. (7) | Porter Jr., Tate (5)  | Toyota Center           | 14 - 42 |
| 57    | 18 avril   | @ Orlando           | V 114-110 | Christian Wood (25)   | Christian Wood (10)   | Kevin Porter Jr. (7)  | Amway Center            | 15 - 42 |
| 58    | 19 avril   | @ Miami             | D 91-113  | Porter Jr., Wood (18) | Kelly Olynyk (8)      | John Wall (6)         | American Airlines Arena | 15 - 43 |
| 59    | 21 avril   | Utah                | D 89-112  | John Wall (21)        | Armoni Brooks (10)    | John Wall (6)         | Toyota Center           | 15 - 44 |
| 60    | 23 avril   | L.A. Clippers       | D 104-109 | John Wall (27)        | Christian Wood (19)   | John Wall (13)        | Toyota Center           | 15 - 45 |
| 61    | 24 avril   | @ Denver            | D 116-129 | D. J. Wilson (25)     | Olynyk, Wilson (8)    | Kelly Olynyk (11)     | Ball Arena              | 15 - 46 |
| 62    | 27 avril   | Minnesota           | D 107-114 | Kelly Olynyk (28)     | Christian Wood (18)   | Trois joueurs (5)     | Toyota Center           | 15 - 47 |
| 63    | 29 avril   | Milwaukee           | V 143-136 | Kevin Porter Jr. (50) | Kelly Olynyk (13)     | Kevin Porter Jr. (11) | Toyota Center           | 16 - 47 |

| Match | Date match | Équipe        | Score     | Meilleur marqueur           | Meilleur rebondeur     | Meilleur passeur     | Lieux                   | Série   |
| ----- | ---------- | ------------- | --------- | --------------------------- | ---------------------- | -------------------- | ----------------------- | ------- |
| 64    | 1er mai    | Golden State  | D 87-113  | Martin Jr., Porter Jr. (16) | Martin Jr., Olynyk (9) | Kevin Porter Jr. (6) | Toyota Center           | 16 - 48 |
| 65    | 2 mai      | New York      | D 97-122  | Christian Wood (19)         | Kelly Olynyk (10)      | Kelly Olynyk (7)     | Toyota Center           | 16 - 49 |
| 66    | 5 mai      | Philadelphie  | D 115-135 | Kelly Olynyk (27)           | Kelly Olynyk (11)      | Kelly Olynyk (8)     | Toyota Center           | 16 - 50 |
| 67    | 7 mai      | @ Milwaukee   | D 133-141 | Kenyon Martin Jr. (26)      | Kelly Olynyk (12)      | Trois joueurs (7)    | Fiserv Forum            | 16 - 51 |
| 68    | 8 mai      | @ Utah        | D 116-124 | Kenyon Martin Jr. (27)      | Kenyon Martin Jr. (10) | Jae'Sean Tate (10)   | Vivint Smart Home Arena | 16 - 52 |
| 69    | 10 mai     | @ Portland    | D 129-140 | Kelly Olynyk (21)           | Kenyon Martin Jr. (9)  | Jae'Sean Tate (8)    | Moda Center             | 16 - 53 |
| 70    | 12 mai     | @ L.A. Lakers | D 122-124 | Kelly Olynyk (24)           | Kenyon Martin Jr. (10) | Khyri Thomas (11)    | Staples Center          | 16 - 54 |
| 71    | 14 mai     | L.A. Clippers | V 122-115 | Olynyk, Tate (20)           | Martin Jr., Olynyk (9) | Kelly Olynyk (11)    | Toyota Center           | 17 - 54 |
| 72    | 16 mai     | @ Atlanta     | D 95-124  | D. J. Augustin (18)         | Cameron Oliver (12)    | Augustin, Tate (5)   | State Farm Arena        | 17 - 55 |

### Confrontations en saison régulière
| Conférence Est      | Conférence Est                            | Conférence Est                            | Conférence Ouest                          | Conférence Ouest                          | Conférence Ouest                          | Conférence Ouest                          | Conférence Ouest                          |
| Division Atlantique | Division Atlantique                       | Division Atlantique                       | Division Nord-Ouest                       | Division Nord-Ouest                       | Division Nord-Ouest                       | Division Nord-Ouest                       | Division Nord-Ouest                       |
| Équipe              | Domicile                                  | Extérieur                                 | Équipe                                    | Domicile                                  | Domicile                                  | Extérieur                                 | Extérieur                                 |
| ------------------- | ----------------------------------------- | ----------------------------------------- | ----------------------------------------- | ----------------------------------------- | ----------------------------------------- | ----------------------------------------- | ----------------------------------------- |
| Boston              | 107-134                                   | 102-118                                   | Denver                                    | 99-128                                    |                                           | 111-124                                   | 116-129                                   |
| Brooklyn            | 114-132                                   | 108-120                                   | Minnesota                                 | 107-114                                   |                                           | 101-107                                   | 129-107                                   |
| New York            | 97-122                                    | 99-121                                    | Oklahoma City                             | 112-114                                   |                                           | 136-106                                   | 87-104                                    |
| Philadelphie        | 115-135                                   | 113-118                                   | Portland                                  | 104-101                                   |                                           | 126-128 (OT)                              | 129-140                                   |
| Toronto             | 117-99                                    | 111-122                                   | Utah                                      | 89-112                                    |                                           | 99-114                                    | 116-124                                   |
|                     | 1-4                                       | 0-5                                       |                                           | 1-4                                       | 1-4                                       | 2-8                                       | 2-8                                       |
| Division            | 1-9                                       | 1-9                                       | Division                                  | 3-12                                      | 3-12                                      | 3-12                                      | 3-12                                      |
| Division Centrale   | Division Centrale                         | Division Centrale                         | Division Pacifique                        | Division Pacifique                        | Division Pacifique                        | Division Pacifique                        | Division Pacifique                        |
| Équipe              | Domicile                                  | Extérieur                                 | Équipe                                    | Domicile                                  | Domicile                                  | Extérieur                                 | Extérieur                                 |
| Chicago             | 100-120                                   | 120-125                                   | Golden State                              | 94-108                                    | 87-113                                    | 109-125                                   |                                           |
| Cleveland           | 90-101                                    | 96-112                                    | L.A. Clippers                             | 104-109                                   | 122-115                                   | 109-126                                   |                                           |
| Detroit             | 100-113                                   | 103-102                                   | L.A. Lakers                               | 102-120                                   | 100-117                                   | 122-124                                   |                                           |
| Indiana             | 124-132                                   | 107-114                                   | Phoenix                                   | 103-109                                   | 130-133                                   | 120-126                                   |                                           |
| Milwaukee           | 143-136                                   | 133-141                                   | Sacramento                                | 122-119                                   | 102-94                                    | 105-125                                   |                                           |
|                     | 1-4                                       | 1-4                                       |                                           | 3-7                                       | 3-7                                       | 0-5                                       | 0-5                                       |
| Division            | 2-8                                       | 2-8                                       | Division                                  | 3-12                                      | 3-12                                      | 3-12                                      | 3-12                                      |
| Division Sud-Est    | Division Sud-Est                          | Division Sud-Est                          | Division Sud-Ouest                        | Division Sud-Ouest                        | Division Sud-Ouest                        | Division Sud-Ouest                        | Division Sud-Ouest                        |
| Équipe              | Domicile                                  | Extérieur                                 | Équipe                                    | Domicile                                  | Domicile                                  | Extérieur                                 | Extérieur                                 |
| Atlanta             | 107-119                                   | 95-124                                    | Dallas                                    | 100-113                                   | 102-93                                    | 133-108                                   |                                           |
| Charlotte           | 97-122                                    | 94-119                                    |                                           |                                           |                                           |                                           |                                           |
| Miami               | 94-101                                    | 91-113                                    | Memphis                                   | 84-133                                    | 110-120                                   | 115-103                                   |                                           |
| Orlando             | 132-90                                    | 114-110                                   | New Orleans                               | 115-122                                   |                                           | 126-112                                   | 101-130                                   |
| Washington          | 107-88                                    | 119-131                                   | San Antonio                               | 106-111                                   |                                           | 109-105                                   | 91-103                                    |
|                     | 2-3                                       | 1-4                                       |                                           | 1-5                                       | 1-5                                       | 4-2                                       | 4-2                                       |
| Division            | 3-7                                       | 3-7                                       | Division                                  | 5-7                                       | 5-7                                       | 5-7                                       | 5-7                                       |
| Conférence          | 6-24 (Domicile : 4-11; Extérieur : 2-13)  | 6-24 (Domicile : 4-11; Extérieur : 2-13)  | Conférence                                | 11-31 (Domicile : 5-16; Extérieur : 6-15) | 11-31 (Domicile : 5-16; Extérieur : 6-15) | 11-31 (Domicile : 5-16; Extérieur : 6-15) | 11-31 (Domicile : 5-16; Extérieur : 6-15) |
| Total               | 17-55 (Domicile : 9-27; Extérieur : 8-28) | 17-55 (Domicile : 9-27; Extérieur : 8-28) | 17-55 (Domicile : 9-27; Extérieur : 8-28) | 17-55 (Domicile : 9-27; Extérieur : 8-28) | 17-55 (Domicile : 9-27; Extérieur : 8-28) | 17-55 (Domicile : 9-27; Extérieur : 8-28) | 17-55 (Domicile : 9-27; Extérieur : 8-28) |

## Classements
| Conférence Ouest | Conférence Ouest                    | Conférence Ouest | Conférence Ouest | Conférence Ouest | Conférence Ouest | Conférence Ouest | Conférence Ouest |
| No               | Franchise                           | Vic.             | Def.             | MJ               | V/D              | GB               |                  |
| ---------------- | ----------------------------------- | ---------------- | ---------------- | ---------------- | ---------------- | ---------------- | ---------------- |
| 1                | z - Jazz de l'Utah*                 | 52               | 20               | 72               | .722             | –                |                  |
| 2                | y - Suns de Phoenix*                | 51               | 21               | 72               | .708             | 1                |                  |
| 3                | x - Nuggets de Denver               | 47               | 25               | 72               | .653             | 5                |                  |
| 4                | x - Clippers de Los Angeles         | 47               | 25               | 72               | .653             | 5                |                  |
| 5                | y - Mavericks de Dallas*            | 42               | 30               | 72               | .583             | 10               |                  |
| 6                | x - Trail Blazers de Portland       | 42               | 30               | 72               | .583             | 10               |                  |
|                  |                                     |                  |                  |                  |                  |                  |                  |
| 7                | x - Lakers de Los Angeles           | 42               | 30               | 72               | .583             | 10               |                  |
| 8                | x - Grizzlies de Memphis            | 38               | 34               | 72               | .528             | 14               |                  |
| 9                | o - Warriors de Golden State        | 39               | 33               | 72               | .542             | 13               |                  |
| 10               | o - Spurs de San Antonio            | 33               | 39               | 72               | .458             | 19               |                  |
|                  |                                     |                  |                  |                  |                  |                  |                  |
| 11               | o - Pelicans de La Nouvelle-Orléans | 31               | 41               | 72               | .431             | 21               |                  |
| 12               | o - Kings de Sacramento             | 31               | 41               | 72               | .431             | 21               |                  |
| 13               | o - Timberwolves du Minnesota       | 23               | 49               | 72               | .319             | 29               |                  |
| 14               | o - Thunder d'Oklahoma City         | 22               | 50               | 72               | .306             | 30               |                  |
| 15               | o - Rockets de Houston              | 17               | 55               | 72               | .236             | 35               |                  |

| Division Sud-Ouest           | V  | D  | MJ | V/D  | GB | Dom   | Ext   | Div |
| ---------------------------- | -- | -- | -- | ---- | -- | ----- | ----- | --- |
| y - Mavericks de Dallas      | 42 | 30 | 72 | .583 | –  | 21–15 | 21–15 | 7–5 |
| x - Grizzlies de Memphis     | 38 | 34 | 72 | .528 | 4  | 18–18 | 20–16 | 6–6 |
| o - Spurs de San Antonio     | 33 | 39 | 72 | .458 | 9  | 14–22 | 19–17 | 6–6 |
| o - Pelicans de Nlle-Orléans | 31 | 41 | 72 | .431 | 11 | 18–18 | 13–23 | 6–6 |
| o - Rockets de Houston       | 17 | 55 | 72 | .236 | 25 | 9–27  | 8–28  | 5–7 |

## Effectif

### Effectif actuel
| Rockets de Houston Effectif en fin de saison régulière         |    |                        |                        |                               |
| Entraîneur : Stephen Silas                                     |    |                        |                        |                               |
| Meneur                                                         | 14 | Drapeau des États-Unis | D. J. Augustin         | Texas                         |
| Meneur / Arrière                                               | 9  | Drapeau des États-Unis | Avery Bradley          | Texas                         |
| Arrière                                                        | 7  | Drapeau des États-Unis | Armoni Brooks (R) (TW) | Houston                       |
| Arrière / Ailier                                               | 0  | Drapeau des États-Unis | Sterling Brown         | SMU                           |
| Meneur / Arrière                                               | 5  | Drapeau de l'Australie | Dante Exum             | Australian Institute of Sport |
| Arrière                                                        | 10 | Drapeau des États-Unis | Eric Gordon            | Indiana                       |
| Ailier                                                         | 4  | Drapeau des États-Unis | Danuel House           | Texas                         |
| Ailier                                                         | 33 | Drapeau des États-Unis | Anthony Lamb (R) (TW)  | Vermont                       |
| Ailier / Ailier fort                                           | 6  | Drapeau des États-Unis | Kenyon Martin Jr. (R)  | IMG Academy                   |
| Arrière / Ailier                                               | 2  | Drapeau des États-Unis | David Nwaba            | Cal Poly                      |
| Ailier / Ailier fort                                           | 25 | Drapeau des États-Unis | Cameron Oliver (R)     | Nevada                        |
| Ailier fort / Pivot                                            | 41 | Drapeau du Canada      | Kelly Olynyk           | Gonzaga                       |
| Arrière / Ailier                                               | 3  | Drapeau des États-Unis | Kevin Porter Jr.       | USC                           |
| Arrière / Ailier                                               | 23 | Drapeau des États-Unis | Cameron Reynolds       | Tulane                        |
| Ailier / Ailier fort                                           | 8  | Drapeau des États-Unis | Jae'Sean Tate (R)      | Ohio State                    |
| Arrière                                                        | 20 | Drapeau des États-Unis | Khyri Thomas           | Creighton                     |
| Meneur                                                         | 1  | Drapeau des États-Unis | John Wall              | Kentucky                      |
| Ailier fort                                                    | 00 | Drapeau des États-Unis | D. J. Wilson           | Michigan                      |
| Ailier fort / Pivot                                            | 35 | Drapeau des États-Unis | Christian Wood         | UNLV                          |
| (C) - Capitaine, (R) - Rookie, (TW) - Two-way contract, Blessé |    |                        |                        |                               |

## Récompenses durant la saison
| Date    | Joueur        | Récompense                |
| ------- | ------------- | ------------------------- |
| 17 juin | Jae'Sean Tate | NBA All-Rookie First Team |

## Transactions

### Changement d’entraîneur
| Date       | Ancien entraîneur | Raison départ  | Date de signature | Nouvel entraîneur | Provenance                                            |
| ---------- | ----------------- | -------------- | ----------------- | ----------------- | ----------------------------------------------------- |
| 13/09/2020 | Mike D'Antoni     | Fin de contrat | 28/10/2020        | Stephen Silas     | Mavericks de Dallas (Entraîneur assistant, 2018-2020) |

### Joueurs qui re-signent
|  | Joueur ayant signé un contrat non-garanti, pour intégrer les camps d'entraînement de l'équipe. |

| Date       | Joueur        | Contrat                                                 |
| ---------- | ------------- | ------------------------------------------------------- |
| 25/11/2020 | Bruno Caboclo | Contrat partiellement garanti de 4 311 628 $ sur 2 ans. |
| 30/11/2020 | Gerald Green  | Contrat non-garanti de 2 564 753 $ sur 1 an.            |

### Options dans les contrats
| Date       | Joueur        | Option                                                                           |
| ---------- | ------------- | -------------------------------------------------------------------------------- |
| 16/11/2020 | Austin Rivers | Austin Rivers décline son option joueur de 2 369 663 $ pour la saison 2020-2021. |
| 19/11/2020 | David Nwaba   | Houston exerce son option d'équipe de 1 862 250 $ pour la saison 2020-2021.      |

### Échanges
| Novembre    | Novembre | Novembre | Novembre |
| ----------- | --- | --- | -------- |
| 22 novembre | Vers les Rockets de Houston - Trevor Ariza - Droits sur Isaiah Stewart (#16) - Premier tour de draft 2021 (protégé) | Vers les Trail Blazers de Portland - Robert Covington - Trade Exception de 661 655 $                                                                                              | [ 15 ]   |
| 24 novembre | Vers les Rockets de Houston - Christian Wood (Sign and trade) - Premier tour de draft 2021 protégé - Second tour de draft 2021 des Lakers | Vers les Pistons de Détroit - Trevor Ariza - Droits sur Isaiah Stewart (#16) - Second tour de draft 2027 - Compensation financière                                                | [ 4 ]    |
| 25 novembre | Vers les Rockets de Houston - Droits sur Kenyon Martin Jr. (#52) | Vers les Kings de Sacramento - Second tour de draft 2021 des Lakers - Compensation financière                                                                                     | [ 16 ]   |
| 27 novembre | Vers les Rockets de Houston - Droits sur Issuf Sanon (2018 #44) - Trade Exception de 3 500 000 $ | Vers les Knicks de New York - Austin Rivers (Sign and trade) - Droits sur Axel Hervelle (2005 #52) - Droits sur Tadija Dragićević (2008 #53) - Droits sur Sergio Llull (2009 #34) | [ 17 ]   |
| Décembre    | | |          |
| 2 décembre  | Vers les Rockets de Houston - John Wall - Premier tour de draft 2023 (protégé) - Trade Exception de 103 894 $ | Vers les Wizards de Washington - Russell Westbrook | [ 5 ]    |
| Janvier     | | |          |
| 14 janvier  | Échange à quatre équipes | Échange à quatre équipes | [ 7 ]    |
| 14 janvier  | Vers les Rockets de Houston - Victor Oladipo (Des Pacers) - Rodions Kurucs (Nets) - Dante Exum (Des Cavaliers) - Droit d'échanger le premier tour de draft 2021 (Des Nets) - Premier tour de draft 2022 (Des Nets) - Premier tour de draft 2022 des Bucks (Des Cavaliers) - Droit d'échanger le premier tour de draft 2023 (Des Nets) - Premier tour de draft 2024 (Des Nets) - Droit d'échanger le premier tour de draft 2025 (Des Nets) - Premier tour de draft 2026 (Des Nets) - Droit d'échanger le premier tour de draft 2027 (Des Nets) | Vers les Cavaliers de Cleveland - Jarrett Allen (Des Nets) - Taurean Prince (Des Nets) - Droits sur Aleksandar Vezenkov (2017 #57) (Des Nets)                                     | [ 7 ]    |
| 14 janvier  | Vers les Nets de Brooklyn - James Harden (Des Rockets) | Vers les Pacers de l'Indiana - Caris LeVert (Des Nets) - Second tour de draft 2023 (Des Nets) - Second tour de draft 2024 (Des Cavaliers) - Compensation financière (Des Nets)    | [ 7 ]    |
| 22 janvier  | Vers les Rockets de Houston - Kevin Porter Jr. | Vers les Cavaliers de Cleveland - Second tour de draft 2024 des Warriors (protégé)                                                                                                | [ 18 ]   |
| Mars        | | |          |
| 17 mars     | Vers les Rockets de Houston - D. J. Augustin - D. J. Wilson - Premier tour de draft 2023 - Droit d'échanger leur second tour de draft 2021 avec le premier tour de draft 2021 des Bucks (protégé) | Vers les Bucks de Milwaukee - Rodions Kurucs - P. J. Tucker - Premier tour de draft 2022 (Des Bucks)                                                                              | [ 19 ]   |
| 25 mars     | Vers les Rockets de Houston - Avery Bradley - Kelly Olynyk - Droit d'échange du premier tour de draft 2022 | Vers le Heat de Miami - Victor Oladipo | [ 20 ]   |

### Arrivées

#### Draft
| Date       | Joueur                  | Provenance  |
| ---------- | ----------------------- | ----------- |
| 30/11/2020 | Kenyon Martin Jr. (#52) | IMG Academy |

#### Agents libres
|  | Joueur ayant signé un contrat non-garanti, pour intégrer les camps d'entraînement de l'équipe. |

| Date       | Joueur                          | Provenance                               | Contrat                                                 |
| ---------- | ------------------------------- | ---------------------------------------- | ------------------------------------------------------- |
| 24/11/2020 | Christian Wood (Sign and trade) | Pistons de Détroit                       | Contrat de 41 000 000 $ sur 3 ans.                      |
| 25/11/2020 | Sterling Brown                  | Bucks de Milwaukee                       | Contrat de 1 678 854 $ sur 1 an.                        |
| 25/11/2020 | Jae'Sean Tate                   | Sydney Kings                             | Contrat partiellement garanti de 4 746 299 $ sur 3 ans. |
| 30/11/2020 | DeMarcus Cousins                | Lakers de Los Angeles                    | Contrat non-garanti de 2 331 593 $ sur 1 an.            |
| 30/11/2020 | Jerian Grant                    | Wizards de Washington                    | Contrat partiellement garanti de 4 012 890 $ sur 2 ans. |
| 30/11/2020 | Trevelin Queen                  | Aggies de New Mexico State (NCAA)        | Contrat non-garanti de 898 310 $ sur 1 an.              |
| 30/11/2020 | Brodric Thomas                  | Truman Bulldogs (NCAA)                   | Contrat non-garanti de 898 310 $ sur 1 an.              |
| 17/12/2020 | Trey Mourning                   | Skyforce de Sioux Falls (NBA G-League)   | Contrat non-garanti de 898 310 $ sur 1 an.              |
| 19/12/2020 | Josh Reaves                     | Mavericks de Dallas                      | Contrat non-garanti de 1 445 697 $ sur 1 an.            |
| 05/04/2021 | DaQuan Jeffries                 | Kings de Sacramento                      | Contrat de 396 081 $ sur 1 an.                          |
| 14/05/2021 | Khyri Thomas                    | Rockets de Houston (contrat de 10 jours) | Contrat de 3 923 656 $ sur 3 ans.                       |

#### Contrats de 10 jours
| Date       | Joueur           | Provenance                |
| ---------- | ---------------- | ------------------------- |
| 12/03/2021 | Mason Jones      | Rockets de Houston        |
| 07/05/2021 | Khyri Thomas     | Spurs d'Austin (G League) |
| 10/05/2021 | Cameron Oliver   | Cairns Taipans            |
| 14/05/2021 | Cameron Reynolds | Spurs de San Antonio      |

#### Two-way contracts
| Date       | Joueur                 | Provenance                                                            |
| ---------- | ---------------------- | --------------------------------------------------------------------- |
| 21/11/2020 | Kenny Wooten           | Knicks de New York (Claimed off waivers)                              |
| 25/11/2020 | Mason Jones            | Razorbacks de l'Arkansas (NCAA)                                       |
| 17/12/2020 | William McDowell-White | Vipers de Rio Grande Valley (NBA G-League)                            |
| 19/12/2020 | Brodric Thomas         | Rockets de Houston (Contrat non-garanti converti en Two-way contract) |
| 12/02/2021 | Ray Spalding           | Hornets de Charlotte                                                  |
| 19/02/2021 | Justin Patton          | Knicks de Westchester (NBA G-League)                                  |
| 08/03/2021 | Anthony Lamb           | Vipers de Rio Grande Valley (NBA G-League)                            |
| 03/04/2021 | Armoni Brooks          | Orléans Loiret Basket                                                 |

### Départs

#### Agents libres
| Date       | Joueur                     | Nouvelle équipe ¹                     |
| ---------- | -------------------------- | ------------------------------------- |
| 16/07/2020 | William Howard (Restreint) | ASVEL Lyon-Villeurbanne               |
| 23/11/2020 | Jeff Green                 | Nets de Brooklyn                      |
| 27/11/2020 | Austin Rivers              | Knicks de New York (Sign and trade)   |
| 30/11/2020 | Isaiah Hartenstein         | Nuggets de Denver                     |
| 31/12/2020 | Jerian Grant               | Promithéas Patras                     |
| 14/01/2021 | Michael Frazier II         | Blue Coats du Delaware (NBA G-League) |

#### Joueurs coupés
|  | Joueurs non conservés après les camps d'entraînements de l'équipe. |

| Date       | Joueur                 |
| ---------- | ---------------------- |
| 16/12/2020 | Jerian Grant           |
| 16/12/2020 | Trevelin Queen         |
| 16/12/2020 | Kenny Wooten           |
| 19/12/2020 | Gerald Green           |
| 19/12/2020 | William McDowell-White |
| 19/12/2020 | Trey Mourning          |
| 19/12/2020 | Josh Reaves            |
| 14/01/2021 | Bruno Caboclo          |
| 22/01/2021 | Chris Clemons          |
| 12/02/2021 | Brodric Thomas         |
| 16/02/2021 | Ray Spalding           |
| 23/02/2021 | DeMarcus Cousins       |
| 08/03/2021 | Mason Jones            |
| 03/04/2021 | Ben McLemore           |
| 03/04/2021 | Justin Patton          |
| 13/05/2021 | DaQuan Jeffries        |